# Câncer com Ascendente em Virgem
Câncer com Ascendente em Virgem é um  filme de  comédia dramática brasileiro de 2024, dirigido por Rosane Svartman  roteirizado com Martha Mendonça, Pedro Reinato  e Suzana Pires. Produzido pela Raccord Produções, o filme foi lançado em 27 de março de 2025 nos cinemas. Baseado no livro e blog, Estou com Câncer, e Daí?, escrito por Clélia Bessa, o filme teve sua première nacional no Festival do Rio.
É estrelado por Suzana Pires, Marieta Severo, Nathália Costa, Carla Cristina Cardoso e Fabiana Karla.

## Sinopse
Clara é professora de matemática, mãe de uma adolescente, divorciada e cheia de vida. Ela sempre gostou de estar no controle de sua trajetória, até que um diagnóstico de câncer de mama a faz confrontar essa percepção. Junto de sua filha, sua mãe e amizades antigas e novas, Clara começa a reavaliar suas crenças, vaidades e relacionamentos, encontrando a força interior necessária para enfrentar a doença. Esta é uma história inspirada em eventos reais.

## Elenco
- Suzana Pires... Clara
- Marieta Severo... Leda
- Nathália Costa... Alice
- Carla Cristina Cardoso... Paula
- Fabiana Karla... Dircinha
- Maria Gal... Dra. Carolina
- Giovana Lima... Sofia
- Mariana Costa... Dra. Mayra
- Ângelo Paes Leme... Renato
- Ariene Souza... Andressa
- Júlia Konrad... Ju
- Heitor Martinez... Marcos
- Yuri Marçal... Youtuber famoso